# レノン (イタリア)
レノン（イタリア語: Renon ; ドイツ語: Ritten リッテン）は、イタリア共和国トレンティーノ＝アルト・アディジェ州ボルツァーノ自治県にある、人口約8,000人の基礎自治体（コムーネ）。

## 地理

### 位置・広がり
ボルツァーノ自治県の中央部に位置するコムーネ。
レノンとボルツァーノは、県道とロープウェイ(ボルツァーノ - ソプラボルツァーノの所要時間約12分)で結ばれている。

#### 隣接コムーネ
- バルビアーノ
- ボルツァーノ
- カステルロット
- コルネード・アッリザルコ
- フィエー・アッロ・シーリアル
- サン・ジェネージオ・アテジーノ
- サレンティーノ
- ヴィッランドロ

### 地勢
東にイザルコ渓谷 (Val d'Isarco) 、西にタルヴェーラ川の流れるサレンティーナ渓谷 (Val Sarentina) で区切られた「レノン高原」 (Altipiano del Renon) に位置しており、ボルツァーノの上流側にあたる。ロープウェイ沿線のソプラボルツァーノ付近とロンゴスターニョ (Longostagno) には、土柱群（レノンの土柱）がある。レノンの土柱は、県内に散在する南チロルの土柱の中でも代表的なものである。
コッラルボとボルツァーノを結ぶ街道沿い、標高900mの地点には、アウナ・ディ・ソット (伊: Auna di Sotto / 独: Unterinn) の集落がある。
- レノンの土柱群
- レノンの山々
- アウナ・ディ・ソット集落

## 観光
1900年代のはじめにはすでに「観光目的地」として、貴族階級とボルツァーノの中産階級の滞在地となっていた。特に夏季にはその街への近さ（ラック鉄道で行けるため）と、気温も谷底に比べると蒸し暑くないためである。
スポーツ施設については、コッラルボにはスケートリンク（国際スピードスケート場）が、さらに登ったコルノ・デル・レノン山（標高2260m）ではスキー場がある。冬にはさらに凍ったコスタロヴァーラ湖上でもスケートが可能である。

## 経済
国際的にも展開する企業として、ウエハースなどで知られる製菓業のローカー（Loacker）、建具製造業（ガラス・ドア）の Finstral、寝具製造業の Daunenstep の3社がある。この3社はいずれもアウナ・ディ・ソットに本拠を置く。

## 住民

### 言語
| 言語集団調査（2011年） | 言語集団調査（2011年） | 言語集団調査（2011年） | 言語集団調査（2011年） | 言語集団調査（2011年） |
| ---------------------- | ---------------------- | ---------------------- | ---------------------- | ---------------------- |
|                        |                        |                        |                        |                        |
| ドイツ語               | ドイツ語               |                        | 95.20%                 | 95.20%                 |
| イタリア語             | イタリア語             |                        | 4.55%                  | 4.55%                  |
| ラディン語             | ラディン語             |                        | 0.25%                  | 0.25%                  |

2011年に行われた、住民がドイツ語・イタリア語・ラディン語のいずれの「言語集団」に属するかの調査によれば（ボルツァーノ自治県#言語集団調査参照）、住民の約95%がドイツ語話者である。

## 行政

### 分離集落
レノンには以下の分離集落（フラツィオーネ）がある。
- Auna di Sopra, Auna di Sotto, Castel Novale, Campodazzo, Collalbo (sede del municipio), Costalovara, Longomoso, Longostagno, Madonnina, Monte di Mezzo, Pietrarossa, Soprabolzano, Signato, Vanga

## 交通

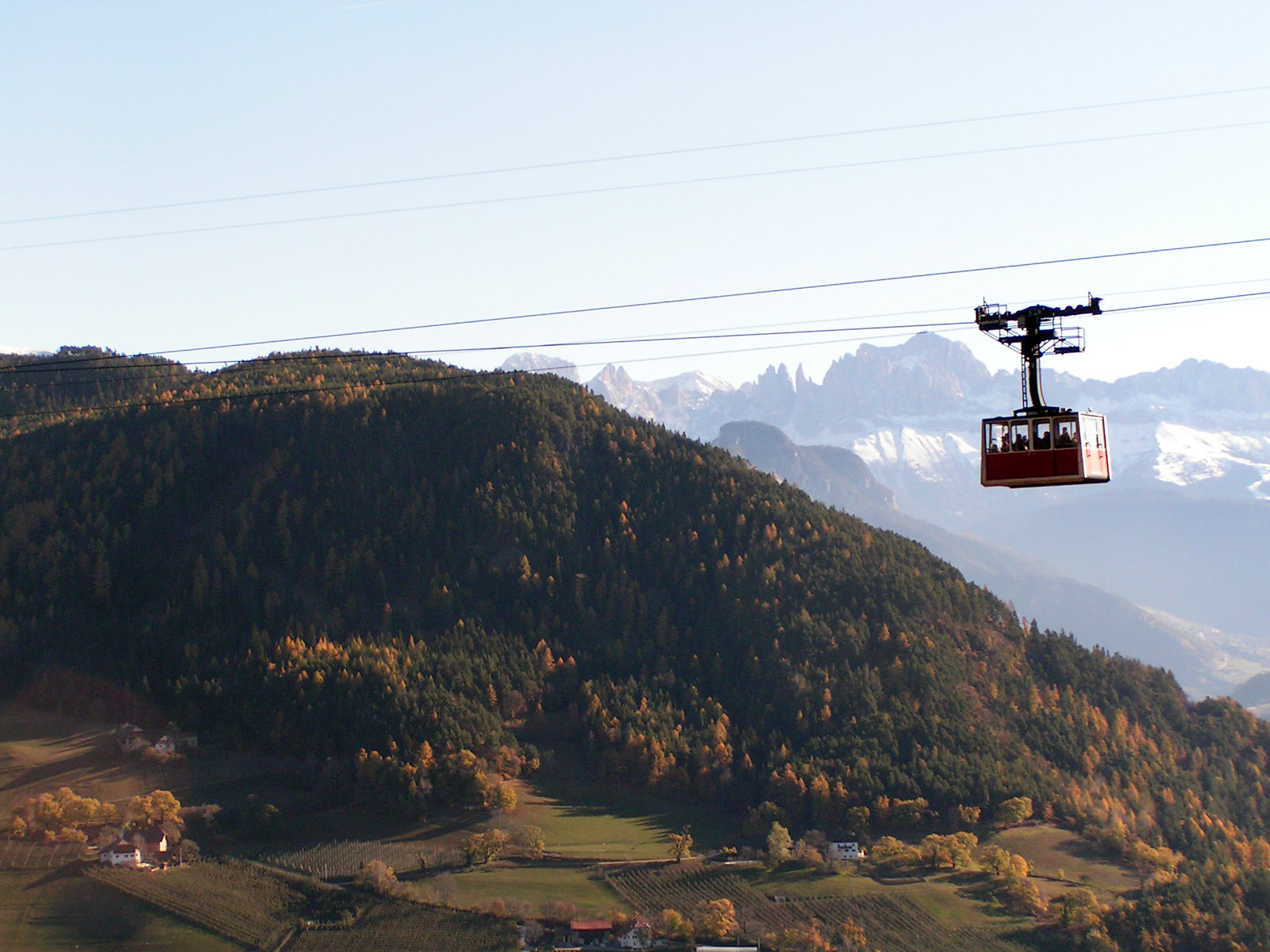
ロープウェイ

ロープウェイ (funivia) は1960年代に、ラック式鉄道（20世紀の初めに開通）に代わり敷設された。現在も稼働中の狭軌の路線は、集落マリーア・アッスンタ (Maria Assunta) とコッラルボ (Collalbo) を結び、ロープウェイの山側駅があるソプラボルツァーノ (Soprabolzano) や100m程のコスタロヴァーラ湖 (lago di Costalovara) 、ステッラ (Stella) などを通る。